# 쌈 마이웨이
《쌈 마이웨이》는 2017년 5월 22일부터 2017년 7월 11일까지 방송된 KBS 2TV 월화 드라마이다.

## 줄거리
세상이 보기엔 부족한 스펙 때문에 마이너 인생을 강요하는 현실 속에서, 남들이 뭐라던 '마이웨이'를 가려는 마이너리그 청춘들의 골 때리는 로맨스를 그린 성장 드라마.

## 등장인물

### 주요 인물
- 박서준: 고동만 역(아역: 조연호) - 29세. 치명적인 파이터. 학창 시절 태권도 국가대표를 꿈꾸던 천방고 옹박
- 김지원: 최애라 역(아역: 이한서) - 29세. 고양이보단 개 같은 여자. 과거 꿈은 뉴스 데스크 백지연. 현실은 백화점 인포 데스크 직원. 현 RFC 아나운서.
- 안재홍: 김주만 역(아역: 임한빈) - 29세. 동만의 절친. 열일곱에 “똥만이 쭈만이 만만이 브라더스”로 만나, 동만의 고향 친구 설희를 알게 됐고 첫눈에 반해 6년을 만남. 절대 미각을 타고나 그가 론칭한 식품은 뭐든 완판인 드림 홈쇼핑 식품 MD
- 송하윤: 백설희 역(아역: 김하연) - 28세. 드림 홈쇼핑 계약직 홈쇼핑 상담원

### 고동만의 주변 인물
- 손병호: 고형식 역 - 57세. 29세. 건설 회사 영업직 부장. 동만의 아버지
- 김예령: 박순양 역 - 53세. 말도 많고 정도 많은 동만의 엄마. 원래는 어부였고 지금은 어촌에서 고등어탕집 운영
- 조은유: 고동희 역(아역: 고나희) - 17세. 정변의 아이콘, 동만의 여동생. 스크랩 북엔 동만 기사만 가득. 실은 동만의 골수 1호 팬
- 이엘리야: 박혜란 역 - 28세. 동만과 그 주변에게 속칭 “썅무파탈”이라 불리는 여자. 애라와는 같은 동료 아나운서다

### 최애라의 주변 인물
- 전배수: 최천갑 역 - 52세. 애라의 아빠
- 곽동연: 김무기 역(특별출연) - 26세. 애라의 등골+뒤통수 브레이커 훤칠하고 순한 데다 연하인 애라의 고시생 남친
- 최우식: 박무빈 역(특별출연) - 29세. 직업 의사. 연애 숙맥의 아리랑 볼
- 강기둥: 장경구 역 - 32세. 방송국 PD. 애라의 대학 풍물패 동아리 선후배 사이

### 김주만의 주변 인물
- 표예진: 장예진 역 - 25세. 주만의 부서에 들어온 드림 홈쇼핑 새내기 인턴. 국내 최대 족발 체인 박할머니 족발 CEO의 딸
- 김희창: 최부장 역 - 40대. 드림 홈쇼핑 생활 사업 부장
- 백수장: 김찬호 역: 드림 홈쇼핑 인턴

### 백설희의 주변 인물
- 이정은: 금복 역 - 58세. 자식바라기 설희 엄마
- 김학선: 백장수 역 - 57세. 백설공주 아빠. 수원 영동시장에서 금복과 함께 “설희네 왕족발”을 운영

### 주변 인물
- 김성오: 황장호 역 - 39세. 2000 시드니 올림픽 태권도 은메달 리스트이자 과거 동만의 태권도 코치. 현재는 동네 황장호 체육관 관장+국가대표 찰 순대 사장.
- 진희경: 황복희 역 - 49세. 미스터리 가나코. 판타스틱 포가 거주하고 있는 남일 빌라의 주인. 평소 가나코 황이라고 불리길 원함
- 김건우: 김탁수 역 - 31세. 동만의 라이벌. 스타 파이터
- 양기원: 최원보 역 - 38세. 과거엔 장호와 함께 태권도 선수. 현재는 탁수의 메인 코치.
- 채동현: 양태희 역 - 36세. 탁수의 전략 참모. 탁수 전담 나이트 웨이터 "크로캅" 출신.
- 정순원: 한두호 역 - 26세. 노력파 파이터. 스승 장호를 배신하고 탁수 소속사로 옮기지만, 결국 팽 당하고 선수생명도 끝남
- 김성범: 이병주 역 - 32세. 못된 것만 먼저 배운 파이터

### 그 외 인물
- 이채은: 고동만의 소개팅녀 역
- 공상아: 드림 홈쇼핑 상담원 고참 역
- 이서환: 담임 선생님 역 - 동만의 고교시절 담임
- 백지원: 담임 선생님 역 - 애라의 고교시절 담임
- 김미경: 찬숙 모 역
- 이칸희: 예진 모 역
- 백현주: 대천 모텔주인 역
- 최교식: 애라 부 친구 역
- 김재철
- 정보람
- 유민주
- 박예진
- 윤여학
- 차상미
- 김세준
- 박승찬
- 공윤찬
- 한그림
- 이아진: 백화점 직원 역 - 안내데스크 인포직원
- 지성근
- 최나무
- 김태랑 (목소리 출연)
- 윤지연 (목소리 출연)
- 오의식: 오 주임 역
- 박윤호
- 성현미
- 윤나무: 시경 역
- 김민규
- 최익준
- 이달: 건수
- 조충현: 조충현 역 - 퀴즈프로 '1대20' MC
- 브로닌 멀렌: 1 대 20 1인 브로닌 역
- 윤준열
- 박승준
- 윤성빈
- 엄유찬
- 최효은
- 전병욱: 백화점 점장 역
- 임재근
- 임강헌
- 이선영
- 한예주
- 장태민
- 민정섭
- 김하연
- 권순준: 태권 소년 역
- 조단비: 연극무대 여자아이 역
- 박라희: 연극무대 여자아이 역
- 주성
- 정원태
- 신동훈
- 박상봉
- 조부현
- 차명욱
- 송하림
- 최효현
- 강성철
- 금광산
- 김현
- 강정구
- 김인우
- 진현광: RFC 실장 역
- 이강욱
- 정아미: 천가네 사장 역
- 정현석: 의사 역
- 이현배: 군의관 역
- 박규영
- 양경원
- 이용규
- 홍부향
- 윤사봉: 김주혜 역 - 김주만의 누나
- 한근섭: 배달 역

### 특별 출연
- 정수영: 영숙 역 - 열무 보리밥집 사장
- 진지희: 장보람 역 - 동만, 주만의 고등학교 동창. 고동만을 짝사랑한 오공주 짱
- 황보라: 박찬숙 역 - 29세. 대학생 때 남자 하나를 놓고 싸웠던 애라의 대학 동창이자 앙숙 관계
- 인교진: 김인교 역 - 백화점 매니저
- 김대환: 격투 해설가 역
- 조미령: 백화점 VIP 고객 역 - 백화점의 고가의 시계를 훔치다 애라에게 적발
- 지헤라: 쏘니아 역 - 김탁수의 애인. 걸그룹 멤버
- 곽시양: 김남일 역 - 2-30대 추정. 남일 빌라의 상속자. 황복희의 양 아들. 강남 노른자위 땅에서 고급 맥주집을 운영 중
- 줄리엔 강: 존 카렐라스 역 - 전설적인 격투기 선수. 브라질리안 주짓수 3대 명문 카렐가 칼의 조카
- 오영실: 김주만의 어머니 역
- 박효준: 설희의 첫째 오빠 역
- 이호철: 설희의 둘째 오빠 역
- 박훈

## 시청률
최저 시청률과 최고 시청률은 시청률 조사회사와 지역별로 시청률에 차이가 있을 수 있습니다.
| 2017년      | 2017년      | 2017년         | 2017년       | 2017년         | 2017년       |
| 회차        | 방송일      | TNmS 시청률    | TNmS 시청률  | AGB 시청률     | AGB 시청률   |
| 회차        | 방송일      | 대한민국(전국) | 서울(수도권) | 대한민국(전국) | 서울(수도권) |
| ----------- | ----------- | -------------- | ------------ | -------------- | ------------ |
| 제1회       | 5월 22일    | 5.6%           | 6.4%         | 5.4%           | 6.2%         |
| 제2회       | 5월 23일    | 6.4%           | 6.7%         | 6.0%           | 6.3%         |
| 제3회       | 5월 29일    | 9.1%           | 10.2%        | 10.7%          | 11.4%        |
| 제4회       | 5월 30일    | 9.0%           | 10.9%        | 10.0%          | 10.5%        |
| 제5회       | 6월 5일     | 8.3%           | 9.7%         | 10.6%          | 11.5%        |
| 제6회       | 6월 6일     | 9.4%           | 11.4%        | 11.4%          | 12.1%        |
| 제7회       | 6월 12일    | 8.7%           | 9.2%         | 10.9%          | 11.3%        |
| 제8회       | 6월 13일    | 8.7%           | 10.1%        | 9.8%           | 10.1%        |
| 제9회       | 6월 19일    | 9.9%           | 12.0%        | 12.1%          | 13.5%        |
| 제10회      | 6월 20일    | 10.3%          | 11.3%        | 11.2%          | 11.9%        |
| 제11회      | 6월 26일    | 10.5%          | 12.7%        | 12.0%          | 13.2%        |
| 제12회      | 6월 27일    | 8.5%           | 9.4%         | 11.9%          | 13.1%        |
| 제13회      | 7월 3일     | 11.2%          | 11.6%        | 12.6%          | 13.5%        |
| 제14회      | 7월 4일     | 11.4%          | 11.5%        | 13.0%          | 14.2%        |
| 제15회      | 7월 10일    | 12.0%          | 12.5%        | 12.9%          | 13.8%        |
| 제16회      | 7월 11일    | 11.4%          | 11.4%        | 13.8%          | 14.4%        |
| 평균 시청률 | 평균 시청률 | 9.4%           | 10.4%        | 10.9%          | 11.7%        |

## 수상 경력
- 2017년 제10회 코리아 드라마 어워즈 여자 우수상 송하윤
- 2017년 KBS 연기대상 미니시리즈부문 남자 우수상 / 베스트 커플상 박서준
- 2017년 KBS 연기대상 미니시리즈부문 여자 우수상 / 베스트 커플상 김지원
- 2017년 KBS 연기대상 남자 조연상 김성오
- 2017년 KBS 연기대상 남자 신인상 안재홍
- 2017년 KBS 연기대상 드라마 OST상
  - (수상자: 비투비 / 수상곡: 〈알듯 말듯해〉 )
- 2017년 올해의 브랜드대상 올해의 드라마
- 2017년 광고주가 뽑은 좋은 프로그램상 드라마 부문
- 2018년 제30회 한국PD대상 TV부문 작품상 드라마 부문
- 2018년 2018 방송통신위원회 방송대상 우수상 한류부문
- 2018년 제45회 한국방송대상 중단편드라마부문 작품상
- 2018년 제13회 서울 드라마 어워즈 한류드라마 우수 작품상
- 2018년 제13회 서울 드라마 어워즈 한류드라마 남자 연기자상 박서준

## 참고 사항
- 본 작품의 제목으로 사용된 '쌈 마이웨이'란, 싸움을 줄인 축약어 '쌈'과 '마이웨이'의 합성어로서, 싸움을 멋있게 인생 역전을 꿈꾸는 청춘들의 골 때리는 스토리를 함축적으로 담아낸 뜻에서 비롯된 말이다.
- 본 드라마는 판타지를 지향하는 기존 상업적 트렌디 드라마와는 달리, 스펙에 따라 인간의 가치가 서열화되는 시대에 맞서서, 날로 갈수록 심화되고 있는 학력 만능 주의 세태를 풍자한 이미지를 제대로 잘 조화시킨 청춘 성장 드라마이므로, 아시아와 태평양, 유럽, 아메리카 등 전 세계 40개 국에서 수출되었다.
- 프로그램 기획서에 기재된 청춘 성장 드라마 '쌈 마이웨이'의 기획 의도는 다음과 같다.

"Fight For My Way"
여기 세상이 따지는 스펙으론 한참 모자란 남녀가 있다.
세상은 이들에게 잠자코 들러리 조연 역할에 충실하라고 말한다.
그런데 이들은 저마다 각자의 한 방을 가졌고, 주인공이 돼야 마땅하다.
가슴 속 불덩이를 열심히 식히면서 살 것인가,
제대로 한 번 터뜨려 볼 것인가. 그 기로에서 이들은 말한다.
"남들이 뭐라든, 우리는 우리 길로 나아간다."
"사고 쳐야 청춘이다." 
차가운 도시남녀의 쿨해 빠진 로맨스는 애당초 못 할 
뜨끈한 지방풍 판타스틱 포가 펼치는 안 쿨한 로맨스,
정숙한 메이저리그보단 발칙하게 골 때리는 마이너리그 성공기가
슈퍼맨 인장을 와이셔츠 속에 감추고 사는 당신의 불덩이를 깨우길 바라며.
'쌈 마이웨이'를 시작한다.

- 김지원과 천우희가 여자 주인공 캐스팅에 거론됐으며, 두명 중 최종적으로 김지원이 낙점되었다.[3]

## 촬영지
- 강남미디어고등학교
- 카페 비트원
- 국기원
- 신정보리밥 - 열무보리밥
- 한성주택 - 남일빌라
- 루카511
- 비욘드가라지
- 남일바
- 서울로7017
- 서울도서관
- 장충체육관
- 곤밥
- 이상한 나라의 미쓰윤
- 노보텔 앰배서더 강남
- 할미꽃떡뽀기 - 삼거리떡볶이
- 일광해수욕장
- 에스페랑스
- 삼산월드체육관
- 이중섭전망대

## 동일 소재 드라마
- 청춘기록 - tvN 월화 드라마 (2020년 하반기 방영작)

## 동시간대 드라마
- MBC 월화드라마

《파수꾼》: 2017년 5월 22일~2017년 7월 11일
- SBS 월화드라마

《귓속말》: 2017년 3월 27일~2017년 5월 23일
《엽기적인 그녀》: 2017년 5월 29일~2017년 7월 18일